# Crișan Demetrescu
Crișan Demetrescu (n. 23 martie 1940, București, România) este un fizician român, membru titular al Academiei Române din 2022. Anterior a fost membru corespondent din 2010.